# دولت آباد دشت سة تشاه (مقاطعة فسا)
دولت‌آباد دشت سة تشاه (بالفارسية: دولت‌آباد دشت سه چاه) هي قرية تقع في Now Bandegan District في إيران. يقدر عدد سكانها بـ 503 نسمة .